# Clayton, Kansas
Clayton är en ort i Decatur County, och Norton County i Kansas. Vid 2010 års folkräkning hade Clayton 59 invånare.